# Mille Lune
Mille Lune è il nono album in studio di Emiliana Cantone del 2016 pubblicato dalla Zeus (etichetta discografica).

## Tracce
1. Sempe Sempe - 4:01
2. E' Una Maledizione - 3:43
3. Nuje Simm N'Ata Cosa(Feat Rosario Miraggio,Davide Nirò) - 3:41
4. Mille Lune - 3:23
5. Sono Stata Innamorata - 3:19
6. Meza Pazza - 3:46
7. Te Voglio Accussi - 3:38
8. Comme Me Manche - 3:36
9. Putesse capita - 3:22